# Ondřej Lingr
Ondřej Lingr (* 7. Oktober 1998 in Havířov) ist ein tschechischer Fußballspieler.

## Karriere

### Verein
Nachdem Ondřej Lingr in der Jugend bis 2008 für MFK Havířov gespielt hatte, ging er danach zu MFK Karviná, wo er mit einer Ausnahme im Jahr 2016, als er leihweise bei Baník Ostrava war, durchgehend blieb. Aus der U19 ging er zur Saison 2017/18 fest in den Kader der ersten Mannschaft über. Bereits in der Vorsaison war er schon erstmals für die Mannschaft zum Einsatz gekommen, als er am 12. Mai 2017 bei einem 1:1 gegen Sparta Prag in der 90.+1. Minute für Patrik Dressler eingewechselt wurde, um damit Zeit von der Uhr zu nehmen.
Im August 2020 wechselte er zu Slavia Prag, wo er in seiner ersten Saison auf zwölf Einsätze in der Europa League kam und Meister wurde. Für den Verlauf der Saison 2023/24 war Lingr in die Niederlande an Feyenoord Rotterdam verliehen, mit diesen bestritt er erste Einsätze in der Champions League, war in der Liga aber mehr ein Ergänzungsspieler. Nachdem Feyenoord nach Saisonende zunächst die vereinbarte Kaufoption ausgeübt und Lingr verpflichtet hatte, stimmten die Niederländer bereits im September 2024 einem sofortigen Rückkauf durch Slavia zu.

### Nationalmannschaft
Nach ein paar Freundschafts- und Qualifikationsspielen mit der tschechischen U17 war er auch Teil des Kaders bei der Europameisterschaft 2015, bei der er zwei Einsätze bekam und mit dem Tor gegen Slowenien den einzigen Treffer seines Teams bei diesem Turnier erzielte. Nach weiteren Partien mit der U18 nahm er mit der U19 an der Europameisterschaft 2017 teil kam auch hier zwei Mal zum Einsatz. Anschließend spielte er mit der U20 in der U20 Elite League, worauf ab Juni 2019 seine Zeit bei der U21 folgte. Hier kam er bei der Europameisterschaft 2021 in allen drei Partien zu einem Startelfplatz.
Sein Debüt für die A-Nationalmannschaft bestritt er am 24. März 2022 im Play-off-Halbfinale der Qualifikation für die Weltmeisterschaft 2022, bei dem Tschechien in der Verlängerung mit 0:1 Schweden unterlag. Er wurde kurz nach Erzielung des Tors für Adam Hložek in der 111. Minute eingewechselt. Im Juni 2022 kam er in drei Partien der Nations League 2022/23 zum Einsatz. Im Folgejahr ging es für ihn weiter mit Qualifikationsspielen für die Europameisterschaft 2024, in welcher er in fünf Partien eingesetzt wurde.